# Cécile Avezou
Cécile Avezou (Versalles, 18 de diciembre de 1971) es una deportista francesa que compitió en escalada, especialista en la prueba de velocidad. Sus hijos Sam y Zélia compiten en el mismo deporte.
Ganó dos medallas de plata en el Campeonato Mundial de Escalada, en los años 1995 y 2012, y dos medallas de oro en el Campeonato Europeo de Escalada, en los años 1996 y 1998.

## Palmarés internacional
| Campeonato Mundial | Campeonato Mundial   | Campeonato Mundial | Campeonato Mundial |
| Año                | Lugar                | Medalla            | Prueba             |
| ------------------ | -------------------- | ------------------ | ------------------ |
| 1995               | Ginebra (Suiza)      | Medalla de plata   | Velocidad          |
| 2012               | París (Francia)      | Medalla de plata   | Combinada          |
| Campeonato Europeo |                      |                    |                    |
| Año                | Lugar                | Medalla            | Prueba             |
| 1996               | París (Francia)      | Medalla de oro     | Velocidad          |
| 1998               | Núremberg (Alemania) | Medalla de oro     | Velocidad          |